# 松本実
松本 実（まつもと みのる、1974年〈昭和49年〉3月1日 - ）は日本の俳優。山口県萩市出身。所属はウィーズカンパニー。
桐朋学園大学短期大学部芸術科演劇専攻卒業。同専攻科修了。蜷川幸雄の指導を受ける。

## 出演

### テレビドラマ
- ハルとナツ 届かなかった手紙（2005年、NHK） - 川村勉 役
- 病院のチカラ〜星空ホスピタル〜（2007年、NHK） - 吉田医師 役
- NHK大河ドラマ
  - 天地人（2009年） - 深沢弥七郎 役
  - 光る君へ（2024年） - 輔保 役
- 日曜劇場「JIN-仁-」（2009年、TBS）
- 相棒 （テレビ朝日）
  - season8 第17話「怪しい隣人」（2010年2月24日） - 山崎正一 役
  - season10 第14話「悪友」（2012年2月1日） - 山崎正一 役
  - season23 第10話「雨やどり」（2025年1月8日） - 岡昌宏 役[6]
- 龍馬伝（2010年6月6日、NHK大河ドラマ） - 吉田稔麿 役
- 水戸黄門第42部 第1話「お前は助さん俺は格さん-江戸-」（2010年10月11日、TBS） - 源蔵 役
- 土曜時代劇 桂ちづる診察日録 第9話「おたつの罪」（2010年11月6日、NHK）
- 示談交渉人 ゴタ消し 第5話（2011年2月3日、読売テレビ制作、日本テレビ）
- 土曜ドラマスペシャル「使命と魂のリミット」（2011年11月5日、12日、NHK） - 林孝介 役
- 特命戦隊ゴーバスターズ（2012年、テレビ朝日） - 三田 役
- BS時代劇 薄桜記 （2012年9月、NHK） - 近松勘六 役
- ダブルフェイス（2012年10月、TBS・WOWOW） - 織田組構成員 役
- 正月時代劇「御鑓拝借〜酔いどれ小籐次留書〜」（2013年1月1日、NHK） - 五助 役
- ATARU スペシャル〜ニューヨークからの挑戦状!!〜（2013年1月6日、TBS）
- おトメさん 第2話（2013年1月24日、テレビ朝日） - キャバクラ店員 役
- 大岡越前 第2話「叱られた将軍様」（2013年4月6日、NHK BSプレミアム） - 寅松 役
- 福家警部補の挨拶 最終話（2014年3月25日、フジテレビ） - 網山聡 役
- 土曜ワイド劇場「警視庁・捜査一課長〜ヒラから成り上がった最強の刑事!3」（2014年7月26日、テレビ朝日） - 阿部祥平 役
- 警視庁捜査一課9係 season9 第6話（2014年8月13日、テレビ朝日） - 近田武 役
  - 警視庁捜査一課9係 season10 最終話（2015年7月1日） - 川北悠真 役
- そこをなんとか2（2014年8月17日、NHK BSプレミアム） - 大谷則夫 役
- 土曜ワイド劇場「ショカツの女9」（2014年9月27日、朝日放送） - 藤原幸雄 役
- 土曜ワイド劇場「タクシードライバーの推理日誌36」（2014年12月13日、テレビ朝日） - 森本信彦 役
- 花燃ゆ（2015年2月15日-、NHK大河ドラマ） - 来原良蔵 役
- 土曜ワイド劇場「検事・朝日奈耀子16」（2015年5月2日、テレビ朝日） - 鎌田卓 役
- ドS刑事第10話（2015年6月13日、日本テレビ系列） - 高橋圭市 役
- 金曜プレミアム「警部補・佐々木丈太郎8」（2016年2月26日、フジテレビ） - 高見明 役
- 鼠、江戸を疾る2 最終話（2016年6月2日、NHK） - 角田 役
- 獄医立花登手控え（2016年） - 金蔵
- 科捜研の女 Season17 （2018年2月15日、テレビ朝日） - 野々原宏二 役
- 鳴門秘帖 (2018年のテレビドラマ)（2018年） - 熊 役
- 警視庁・捜査一課長（2018年） - 網井創平 役
- 駐在刑事（2018年） - 中西要 役
- 遥かなる山の呼び声（2018年） - 虻田三郎 役
- 未解決の女 警視庁文書捜査官〜緋色のシグナル〜（2019年4月28日、テレビ朝日） - 海老沼寛也 役
- 大富豪同心 第1シリーズ（2019年） - 小平 役
- びしょ濡れ探偵 水野羽衣 第6話（2019年8月8日、テレビ東京） - 柳沢 役
- 刑事アフター5（2020年） - 片山徹 役
- 太陽は動かない（2020年） - チーヨウ 役
- 特捜9 第4シリーズ（2021年） - 原英一郎 役
- パンドラの果実〜科学犯罪捜査ファイル〜 Season1 第5話（2022年5月21日、日本テレビ） - 河合栄人 役
- ファーストペンギン!（2022年10月5日 - 12月7日、日本テレビ） - 小峠省一 役
- シッコウ!!〜犬と私と執行官〜 第5話（2023年8月8日、テレビ朝日） - 花巻康介 役[7]
- Believe-君にかける橋- 第1話・第2話（2024年4月25日・5月2日、テレビ朝日） - 榎本昇 役
- Qrosの女 スクープという名の狂気 第4話・第5話・第7話（2024年10月28日・11月4日・18日、テレビ東京） - CMディレクター 役[8]
- 旅人検視官 道場修作 第4弾（2025年3月22日、BS日テレ） - 彫刻師 役[9]

### 映画
- VERSUS（2001年） - レザボア 役
- 地獄甲子園（2002年）
- ALIVE（2003年） - 戦闘部隊隊員 役
- あずみ（2003年） - 飛猿 役
- LONGINUS（2004年）
- ゴジラ FINAL WARS（2004年）
- 隣人13号（2005年） - 死神 役
- 逆境ナイン（2005年） - 神崎優司 役
- 劇場版 仮面ライダー電王 俺、誕生!（2007年） - 加藤浩 役
- 工業哀歌バレーボーイズ THE MOVIE（2008年） - 主演・赤木駿 役
- セデック・バレ 第一部 太陽旗／第二部 虹の橋（2011年、台湾映画、魏徳聖監督） - 吉村克己 役
- ワイルド7（2011年） - B・B・Q 役
- BRAVE HEARTS 海猿（2012年）
- かぐや姫の物語（2013年）

### Vシネマ
- 工業哀歌バレーボーイズ 赤木篇（2006年） - 主演・赤木駿 役
- 工業哀歌バレーボーイズ 宮本篇（2006年） - 赤木駿 役
- 工業哀歌バレーボーイズ 谷口篇（2006年） - 赤木駿 役

### ウェブドラマ
- 暴力無双 サブリミナル・ウォー（2021年1月24日、Xstream46） - ヤッパ 役[10]
- MALICE 第7話（2023年9月14日、U-NEXT） - ヨシイ 役

### バラエティ
- 相席食堂 - 池乃めだかと相席